# Mercedes Scelba-Shorte
Mercedes Yvette Scelba-Shorte (också känd som Mercedes Yvette), född 24 augusti 1981 i New Jersey, är en amerikansk fotomodell och skådespelerska. Hon blev känd år 2004 då hon var i den andra säsongen av America's Next Top Model där hon kom på en andraplats efter vinnaren Yoanna House. Under America's Next Top Model  avslöjade Scelba-Shorte att hon har lupus, en autoimmun sjukdom.
Hon signerade med Nous Model Management och har också landat små roller i ett antal TV-program inklusive All of Us och Glamour. Hon har dykt upp på Teen Vogue.